# Stanley Grenz
Stanley James Grenz (* 7. Januar 1950 in Alpena, Michigan; † 11. März 2005 in Vancouver, Kanada) war ein US-amerikanischer christlicher Theologe und Ethiker in der baptistischen Tradition.

## Leben
Stanley Grenz wuchs als Sohn eines deutschstämmigen Baptistenpfarrers in Michigan, South Dakota, North Dakota, Montana und Colorado auf. Er studierte an der University of Colorado und am Denver Seminary Theologie, wurde 1976 zum baptistischen Pfarrer ordiniert, und promovierte 1978 an der Universität München unter Wolfhart Pannenberg magna cum laude mit einer Dissertation über den baptistischen Puritaner Isaac Backus.
Nach seinem Studium wirkte er zwei Jahre als Pastor in Winnipeg, dann lehrte er von 1981 bis 1990 systematische Theologie und christliche Ethik am North American Baptist Seminary in Sioux Falls. 1992 wurde er zum Pioneer McDonald Professor of Baptist Heritage, Theology and Ethics am Carey Theological College in Vancouver ernannt. Des Weiteren lehrte er am Regent College in Vancouver.  2002 lehrte er ein Jahr an der Baylor University in Texas und nahm dann seine Professur am Carey Theological College wieder an.

Neben seiner Lehrtätigkeit war er in verschiedenen Positionen für den Baptistischen Weltbund und nationale baptistische Gremien tätig und gehörte zu den beratenden Herausgebern von Christianity Today.
Am 11. März 2005 starb er überraschend im Schlaf an einer massiven Hirnblutung, verursacht durch ein Aneurysma. Am 20. März 2005 fand in der First Baptist Church in Vancouver ein Gedenkgottesdienstag für ihn statt.
Trinity Western University verlieh ihm im April 2005 posthum einen Ehrendoktor, die Princeton Theological Review widmete ihm im Frühling 2006 eine ganze Ausgabe.

## Familie
Stanley Grenz war verheiratet und hatte zwei Kinder.

## Schriften (Auswahl)
Stanley Grenz verfasste Hunderte von theologischen Artikeln und hat über 25 Bücher als Autor und Coautor veröffentlicht, darunter:
- Prayer: The Cry for the Kingdom, 1988, ISBN 0-913573-92-2.
- Sexual Ethics: A Biblical Perspective, 1990, ISBN 0-664-25750-X.
- Revisioning Evangelical Theology: A Fresh Agenda for the 21st Century, 1993, ISBN 0-8308-1772-7.
- Women in the Church: A Biblical Theology of Women in Ministry, with Denise Muir Kjesbo, 1995, ISBN 0-8308-1862-6.
- A Primer on Postmodernism, 1996, ISBN 0-8028-0864-6.
- Created for Community: Connecting Christian Belief With Christian Living, 1996, ISBN 0-8010-2125-1.
- mit Roger Olson: 20th Century Theology: God & the World in a Transitional Age, 1997, ISBN 0-8308-1525-2.
- Welcoming but Not Affirming: An Evangelical Response to Homosexuality, 1998, ISBN 0-664-25776-3.
- Theology for the Community of God, 2000, ISBN 0-8028-4755-2.
- The Moral Quest: Foundation of Christian Ethics, 2000, ISBN 0-8308-1568-6.
- Renewing the Center: Evangelical Theology in a Post-Theological Era, 2000, ISBN 0-8010-2239-8.
- Beyond Foundationalism: Shaping Theology in a Postmodern Context, with John Franke, 2000, ISBN 0-664-25769-0.
- The Social God and the Relational Self: A Trinitarian Theology of the Imago Dei, 2001, ISBN 0-664-22203-X.
- Rediscovering the Triune God: The Trinity in Contemporary Theology, 2004, ISBN 0-8006-3654-6.
- The Named God and the Question of Being, 2005.